# شوتو مينامي
شوتو مينامي (باليابانية: 南 秀仁) (5 مايو 1993 في ساغاميهارا في اليابان – )؛ هو لاعب كرة قدم ياباني سابق كان يلعب كمهاجم.

## وصلات خارجية
- شوتو مينامي على موقع رابطة كرة القدم اليابانية للمحترفين (اليابانية)
- شوتو مينامي على موقع قاعدة بيانات كرة القدم.إي يو (الإنجليزية)
- شوتو مينامي على موقع Soccerway.com (الإنجليزية)
- شوتو مينامي على موقع عالم كرة القدم.نت (الإنجليزية)